# КК Јувеказерта
КК Јувеказерта (итал. Juvecaserta) је италијански кошаркашки клуб из Казерте. Тренутно се такмичи у Серији А Италије.

## Историја
Клуб је основан под именом Јувентус Казерта 1951. године и постојао је до 1998. када је банкротирао. 2004. године су се под називом Јувеказерта сјединила два тима из Казерте и тако настали клуб се сматра наследником некадашњег Јувентуса. У првој фази постојања првак Италије био је у сезони 1990/91, док је 1986. и 1987. завршио као другопласирани. Након обнове клуба највећи успех било је друго место регуларног дела сезоне уз полуфинале плеј-офа у сезони 2009/10. Куп Италије је освојио 1988. године, док је у још два наврата био финалиста.
На европској сцени највећи успех било је играње два финала. Први пут је то било у Купу Радивоја Кораћа сезоне 1985/86. (пораз од римског Виртуса), а други у Купу Рајмунда Сапорте три године касније (пораз од мадридског Реала). У Еврокупу је играо само у сезони 2010/11. и стигао је до четвртфинала.

## Успеси

### Национални
- Првенство Италије:
  - Првак (1): 1991.
  - Другопласирани (2): 1986, 1987.
- Куп Италије:
  - Победник (1): 1988.
  - Финалиста (2): 1984, 1989.

### Међународни
- Куп Радивоја Кораћа:
  - Финалиста (1): 1986.
- Куп Рајмунда Сапорте:
  - Финалиста (1): 1989.

## Учинак у претходним сезонама
| Сез.     | Првенство Италије | Куп Италије | Европско такмичење | Европско такмичење |
| -------- | ----------------- | ----------- | ------------------ | ------------------ |
| 2011/12. | 16. место         | -           | -                  |                    |
| 2012/13. | 9. место          | -           | -                  |                    |
| 2013/14. | 9. место          | -           | -                  |                    |
| 2014/15. | 16. место         | -           | -                  |                    |

## Познатији играчи
- Хенри Домеркант
- Стеван Јеловац
- Антанас Кавалијаускас
- Марко Морденте
- Зоран Славнић
- Александар Ћапин

## Познатији тренери
- Ранко Жеравица
- Богдан Тањевић
- Андреа Тринкијери